# Companyia Espanyola de les Índies Orientals
Companyia Espanyola de les Índies Orientals és el nom, amb variants, d'una sèrie de projectes «no nascuts» de la casa reial castellana. Volien crear a Espanya l'equivalent de les companyies comercials armades, a la manera de la Companyia Britànica de les Índies Orientals, fundada el 1600 i la Companyia Neerlandesa de les Índies Orientals, fundada el 1602, ambdues molt reeixides. Ja el 1563 el rei de Castellà, Felip II (1537-1598), havia volgut crear una companyia reial, en la qual els negociants tindrien 25% del capital i la corona el 75% i doncs el control absolut. Només va trobar un interessat, Hernán Vázquez de México, que va fer una contraproposició de crear una aliança d'empreses, el que Felip II va refusar.
Un segon projecte va seguir el 1624, quan la casa reial, no satisfeta només amb els ingressos dels aranzels, volia recuperar el monopoli comercial. Va intentar de crear alhora una  Companyia Espanyola de les Índies Orientals i una segona per a les Índies Occidentals, però va fracassar així mateix. El 1628 un tercer intent de crear-ne cinc alhóra «Levant, Nord, Terranova, Indies Orientals i Indies Occidentals» que no es va realitzar tampoc. Un quart projecte el 1683 d'una Compañía Española Armada para el tráfico y el comercio de España con las Indias Occidentales y sus islas y puertos no es va fer tampoc. Va trigar fins ben entrat al segle xviii perquè sorgissin les primeres companyies reials. La primera va ser la Reial Compañía Guipuzcoana de Caracas el  1728.